# Record olympique

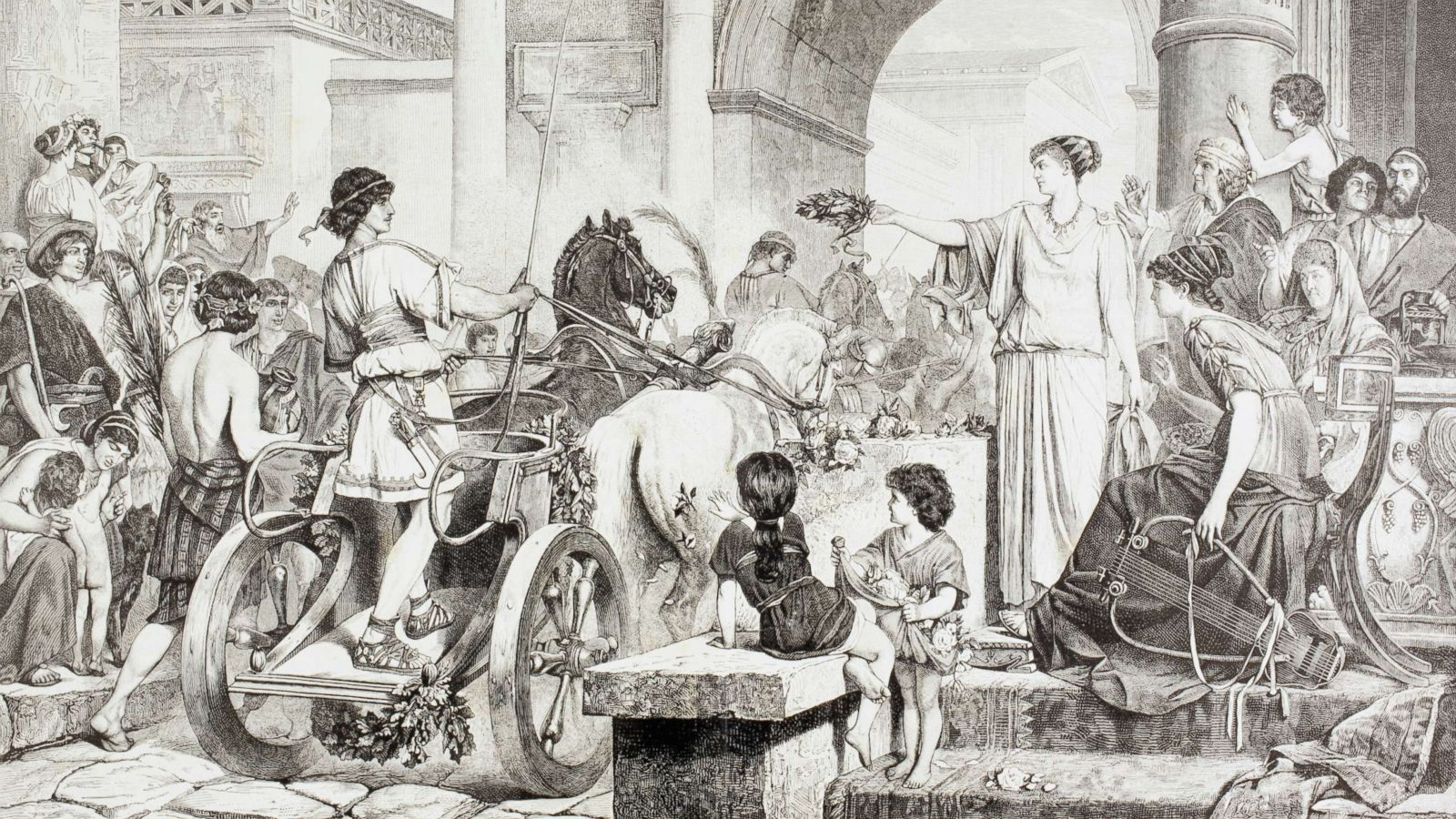
Illustration, datant de 1880, de la fin d'une course de chars en Grèce antique, pendant les Jeux olympiques.

Un record olympique est, pour une discipline sportive donnée, la meilleure performance jamais établie pendant des Jeux olympiques, qu'il s'agisse des Jeux olympiques d'été ou des Jeux olympiques d'hiver. Comme chaque édition des  Jeux olympiques a lieu une fois tous les quatre ans, la plupart de ces performances ne sont pas des records du monde.
Le Comité international olympique (CIO) reconnaît uniquement les records pour les sports olympiques ci-dessous :
- Athlétisme aux Jeux olympiques (liste)
- Cyclisme aux Jeux olympiques (liste)
- Haltérophilie aux Jeux olympiques (liste)
- Natation aux Jeux olympiques (liste)
- Patinage de vitesse aux Jeux olympiques (liste)
- Short-track aux Jeux olympiques (liste)
- Tir aux Jeux olympiques (liste)
- Tir à l'arc aux Jeux olympiques (liste)